# Bruinrugmiersluiper
De bruinrugmiersluiper (Epinecrophylla haematonota fjeldsaai; synoniem: Myrmotherula fjeldsaai) is een zangvogel uit de familie Thamnophilidae (miervogels). In 1994 werden door de Deense vogelkundige Niels Krabbe geluidsopnamen gemaakt van deze vogel. Daarop volgden nadere studies die resulteerde in een publicatie waarin een nieuwe soort miersluiper als   Myrmotherula fjeldsaai geldig werd beschreven. De soort werd vernoemd naar Niels' leermeester Jon Fjeldså. 
Op grond van onderzoek dat in 2013 werd gepubliceerd, wordt het taxon weer opgevat als ondersoort.

## Verspreiding en leefgebied
Deze soort komt voor in O-Ecuador en N-Peru.